# شهرک قدس (ایلام)
شهرک قدس، روستایی در دهستان ده پایین بخش مرکزی شهرستان ایلام در استان ایلام ایران است.

## جمعیت
بر پایه سرشماری عمومی نفوس و مسکن در سال ۱۳۹۵، جمعیت این روستا برابر با ۴۰۱ نفر (۱۱۰ خانوار) بوده‌است.